# Gendjematta

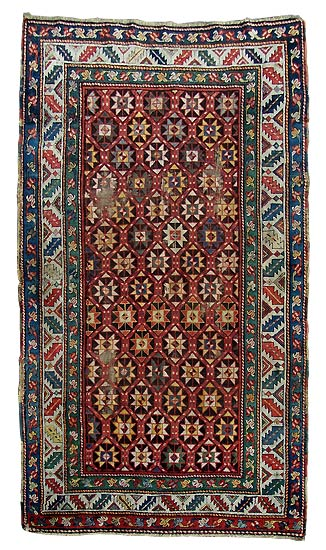
Gendjematta

Gendjemattor, mattor som härrör från Ganja i centrala Kaukasus. Mattornas mönster är geometriska och innehåller livsträd och medaljonger fyllda med smala diagonala band.